# 1258
| 1258               |
| ------------------ |
| Dødsfald - Fødsler |
|                    |

| Gregoriansk kalender | 1258 MCCLVIII           |
| Ab urbe condita      | 2011                    |
| Armensk kalender     | 707 ԹՎ ՉԷ               |
| Kinesiske kalender   | 3954 – 3955 丁巳 – 戊午 |
| Etiopisk kalender    | 1250 – 1251             |
| Jødisk kalender      | 5018 – 5019             |
| Hindukalendere       |                         |
| - Vikram Samvat      | 1313 – 1314             |
| - Shaka Samvat       | 1180 – 1181             |
| - Kali Yuga          | 4359 – 4360             |
| Iransk kalender      | 636 – 637               |
| Islamisk kalender    | 656 – 657               |

Konge i Danmark: Christoffer 1. 1252-1259
Se også 1258 (tal)

## Begivenheder
- 10. februar – Mongolerne erobrer Bagdad og dræber 10.000 indbyggere, samt fordriver Kaliffen.
- 11 maj – Traktaten i Corbeil underskrives.
- Llywelyn ap Gruffudd udråber sig som Fyrste af Wales. Han er den sidste hersker over et selvstændigt Wales.

## Født
- Osman I, Osmannerrigets første sultan.

## Dødsfald
8. juli – Grevinde Ingerd af Regenstein, betydelig dansk jordejer og kirkelig velgører